# Franciszek Grochalski
Franciszek Grochalski (ur. 2 grudnia 1912 w Wołczkowie, zm. 1 listopada 1967 w Łodzi) – polski polityk ruchu ludowego, poseł na Sejm PRL III i IV kadencji.

## Biogram
Syn Michała i Katarzyny. W 1931 ukończył Państwowe Gimnazjum w Tłumaczu i wstąpił na Wydział Humanistyczny Uniwersytetu Jana Kazimierza we Lwowie. Ze względu na trudną sytuację materialną, po roku nauki przerwał studia i powrócił do rodzinnej wsi. W 1932 rozpoczął działalność polityczno-społeczną, organizując lokalne struktury Stronnictwa Ludowego oraz koło Związku Młodzieży Wiejskiej RP „Wici”. W latach 1932–1933 pełnił funkcję sekretarza Zarządu Powiatowego SL na powiat stanisławowski z siedzibą w Mariampolu. W 48 Pułku Piechoty odbył czynną służbę wojskową w latach 1933–1934 i Dywizyjny Kurs Podchorążych w Stanisławowie. Za udział w organizowanych strajkach chłopskich, wiecach i zebraniach był zatrzymywany w aresztach prewencyjnych i karany administracyjnie. W styczniu 1936 przeniósł się na Wołyń, pracując w charakterze instruktora przysposobienia rolniczego i praktykanta w starostwach powiatowych w Łucku i Lubomlu. Zmobilizowany do wojska w sierpniu 1939, brał udział w walkach z Niemcami. We wrześniu dostał się do niewoli i przebywał w obozach Oflag X-A Itzehoe, Stalag X B Sandbostel, Oflag X-C Lubeka oraz Oflag VI B Doessel. Należał w obozach do tajnej grupy inteligencji ludowej i utrzymywał kontakty z inż. Kazimierzem Nafalskim, Stanisławem Morawskim oraz Adamem Rażackim. Po zakończeniu II wojny światowej pracował w obozie wysiedleńców w Wewelsburgu, gdzie prowadził akcję za powrotem do kraju. W styczniu 1946 przybył do Brzegu, gdzie pracował jako referent społeczno-polityczny w starostwie powiatowym, a potem był prezesem zarządu powiatowego Związku Samopomocy Chłopskiej i przewodniczącym Powiatowej Rady Narodowej do 1947.
W 1947 inspektor, a do 1949 przewodniczący Wojewódzkiej Rady Narodowej we Wrocławiu, był prezesem zarządu wojewódzkiego Chłopskiego Towarzystwa Przyjaciół Dzieci. Do 1950 przewodniczący WRN w Krakowie, następnie przewodniczący prezydium WRN w Łodzi (1950–1952), Zielonej Górze (1952–1954) i Koszalinie (1954–1955) oraz ponownie w Łodzi (1958–1967). Od 1955 do 1958 dyrektor departamentu w Ministerstwie Gospodarki Komunalnej.
Od marca 1946 był członkiem „lubelskiego” SL, w którym od 1948 był prezesem Zarządu Wojewódzkiego we Wrocławiu, pełnił również funkcję przewodniczącego komisji rewizyjnej ZW. Od 1948 do 1949 członek Rady Naczelnej SL, w 1949 prezes ZW SL w Krakowie. Wstąpił do Zjednoczonego Stronnictwa Ludowego. W ZSL był wiceprzewodniczącym (1949–1950), wiceprezesem (1950–1952) i członkiem prezydium Wojewódzkiego Komitetu Wykonawczego i przewodniczącym Wojewódzkiej Komisji Kontroli Stronnictwa w Łodzi (1951–1952), a od 1959 do 1967 wiceprezesem Wojewódzkiego Komitetu. Prezes WKW ZSL w Zielonej Górze (1952–1954) i Koszalinie (1954–1956). Zastępca członka Naczelnego Komitetu Wykonawczego i sekretarz Rady Naczelnej NKW partii (1949–1956). Członek prezydium Głównej Komisji Rewizyjnej Naczelnego Komitetu ZSL (1956–1964), a od 1959 jej wiceprzewodniczący, od 1958 do 1959 kierownik zespołu rad narodowych NK, w latach 1964–1969 członek NK.
W 1961 i 1965 uzyskiwał mandat posła na Sejm PRL III i IV kadencji z okręgów kolejno Sieradz i Kutno. Zasiadał w Komisji Budownictwa i Gospodarki Komunalnej, zmarł w trakcie IV kadencji.
Pochowany na cmentarzu komunalnym Doły w Łodzi.

## Odznaczenia
- Order Sztandaru Pracy II klasy (1964)[4]
- Krzyż Komandorski Orderu Odrodzenia Polski
- Krzyż Oficerski Orderu Odrodzenia Polski (1949)[5]
- Krzyż Kawalerski Orderu Odrodzenia Polski
- Złoty Krzyż Zasługi
- Medal 10-lecia Polski Ludowej
- Odznaka 1000-lecia Państwa Polskiego[6]